# Fernando Martins de Mascarenhas

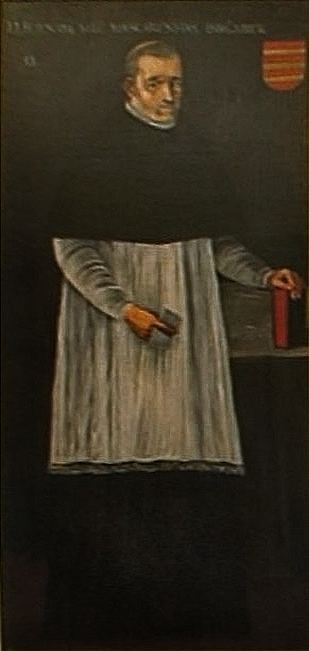
Fernando Martins Mascarenhas

Fernando Martins de Mascarenhas (* 20. Januar 1548 in Montemor-o-Novo; † 20. Januar 1628 in Lissabon) war portugiesischer Theologe, Rektor der Universität Coimbra, Bischof von Silves (Algarve) und Generalinquisitor von Portugal.
Mascarenhas studierte in Évora Artes, Theologie und Humanwissenschaften (Geisteswissenschaften). Er erwarb anschließend einen Doktortitel in Theologie an der Universität von Coimbra. Von 1586 bis 1594 war er Rektor dieser Universität und Domherr der Kathedrale von Evora.
Von 1594 bis 1616 war Mascarenhas Bischof von Silves (Bischof der Algarve). In dieser Zeit tat er sich durch hochwirksame soziale Unterstützung der ihm anvertrauten Gläubigen hervor: Er ließ eine Galeere bauen, die die ortsansässigen Fischer vor Übergriffen muselmanischer Piraten schützte. Er stand den durch die Epidemie von Faro geschädigten tatkräftig bei und half die Hungersnöte in Portimão zu überwinden. 1599 gründete er die Jesuitenschule in Portimão, 1607 unterstützte er den Aufbau des Kapuzinerklosters von Tavira. Am 4. Juni 1616 gab er seinen Bischofssitz auf. Er wurde zum Generalinquisitor von Portugal ernannt.
Mascarenhas erklärte die Wirkung der Gnade aus ihrer „congruitas et contemperantia“ (aus ihrer vollkommenen Geeignetheit und ihrer vollkommenen Aktualität) heraus ohne Rückgriff auf das göttliche Wissen. Mascarenhas galt als einer der führenden Theologen und Intellektuellen seiner Zeit.